# 法鲁丁·优素菲
法鲁丁·优素菲（羅馬化：Fahrudin Jusufi，1939年12月8日—2019年8月9日），南斯拉夫男子足球运动员，司职后卫。他曾代表南斯拉夫国奥队参加1960年夏季奥林匹克运动会足球比赛，获得一枚金牌。